# Metjen szobra
Metjen szobra ókori egyiptomi szobor az óbirodalom idejéből. Abuszírből került elő, egy Metjen nevű hivatalnok masztabasírjából, a Karl Richard Lepsius vezette 1842–45-ös ásatások során. Ma a berlini Neues Museum egyiptomi gyűjteményében található, ahová a teljes masztabával együtt szállították; katalógusszáma ÄM 1106.

## Leírása
A szobor egy korai példája az egyiptomi szobrászat olyan alkotásainak, amelyek magánszemélyt ábrázolnak. Metjen a III. dinasztia korának végén, a IV. dinasztia elején élt, i. e. 2600 körül. A kb. 47 cm magas gránitszobor Sznofru uralkodására datálható.
Metjent a szobor széken ülve ábrázolja, jobb keze ökölbe szorítva a mellkasán, bal keze a lábán fekszik. Hajviselete rövid, göndör. A szék oldalán kétoldalt Metjen neve és címei olvashatóak. A szobor egykor a masztaba szerdábjában állt, és csak egy, a falba vésett kis lyukon volt látható.
A szobor egyike a kevés, magánszemélyt ábrázoló szobornak, amelyek a III. dinasztia végén, a IV. dinasztia legelején készültek. Mindegyikük kemény kőből készült, és nehézkes, esetlen benyomást kelt. Metjen szobra a legkésőbbi közülük, így stilisztikailag a III. és IV. dinasztia stílusa közé esik. Kis mérete, kissé túl nagy feje és az emelt domborműves hieroglif szöveg a III. dinasztia stílusát idézi, a kezek elhelyezkedése azonban tipikusan IV. dinasztiabeli, ahogy az is, hogy a szék már nem próbál igazi széket másolni.

## Fordítás
- Ez a szócikk részben vagy egészben  a   Statue of Metjen című angol Wikipédia-szócikk ezen változatának fordításán alapul.  Az eredeti cikk szerkesztőit annak laptörténete sorolja fel. Ez a jelzés csupán a megfogalmazás eredetét és a szerzői jogokat jelzi, nem szolgál a cikkben szereplő információk forrásmegjelöléseként.